# مدل در فرآیند ریخته‌گری

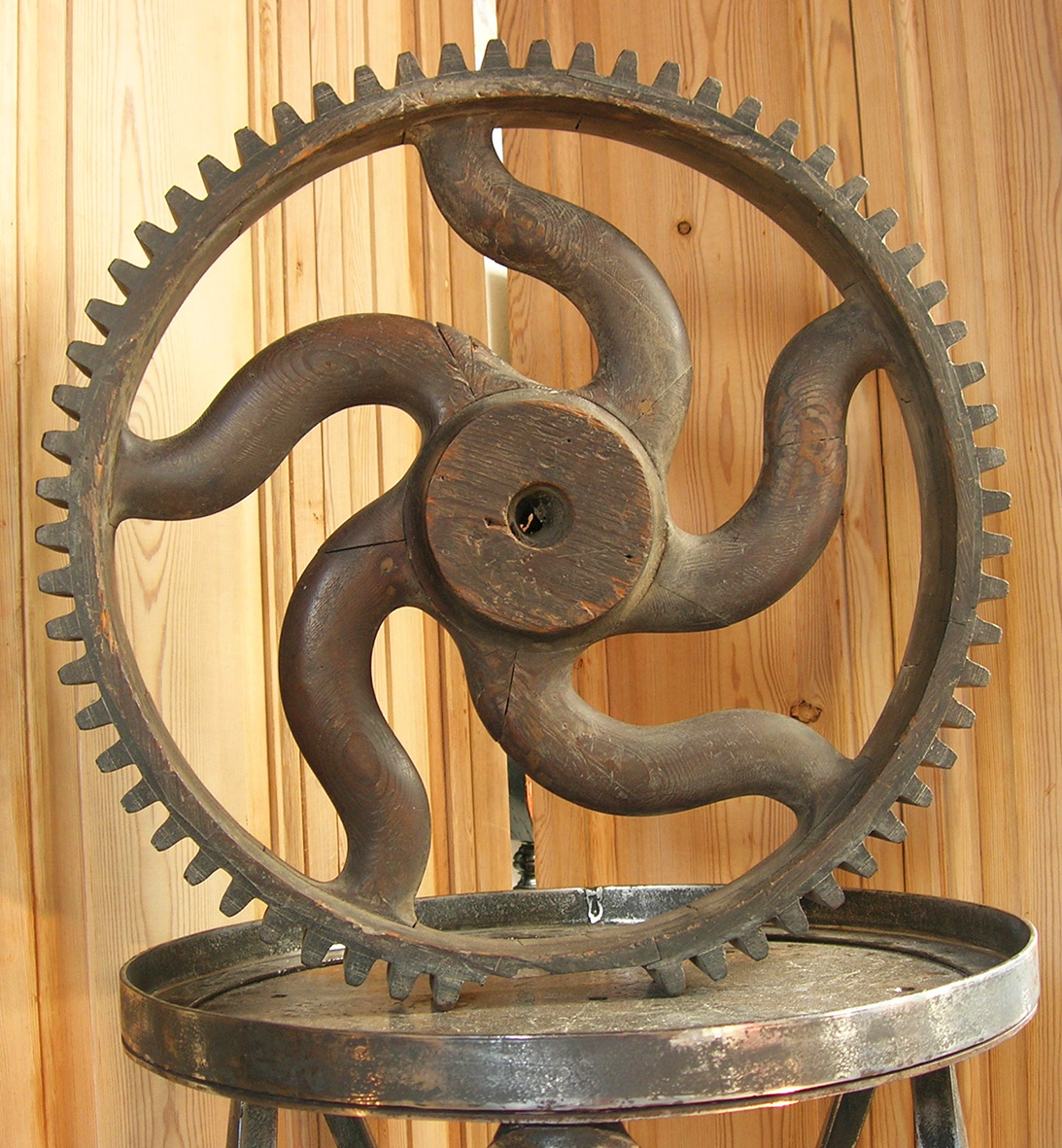
مدل چوبی برای چرخ دنده چدنی با پره‌های منحنی شکل

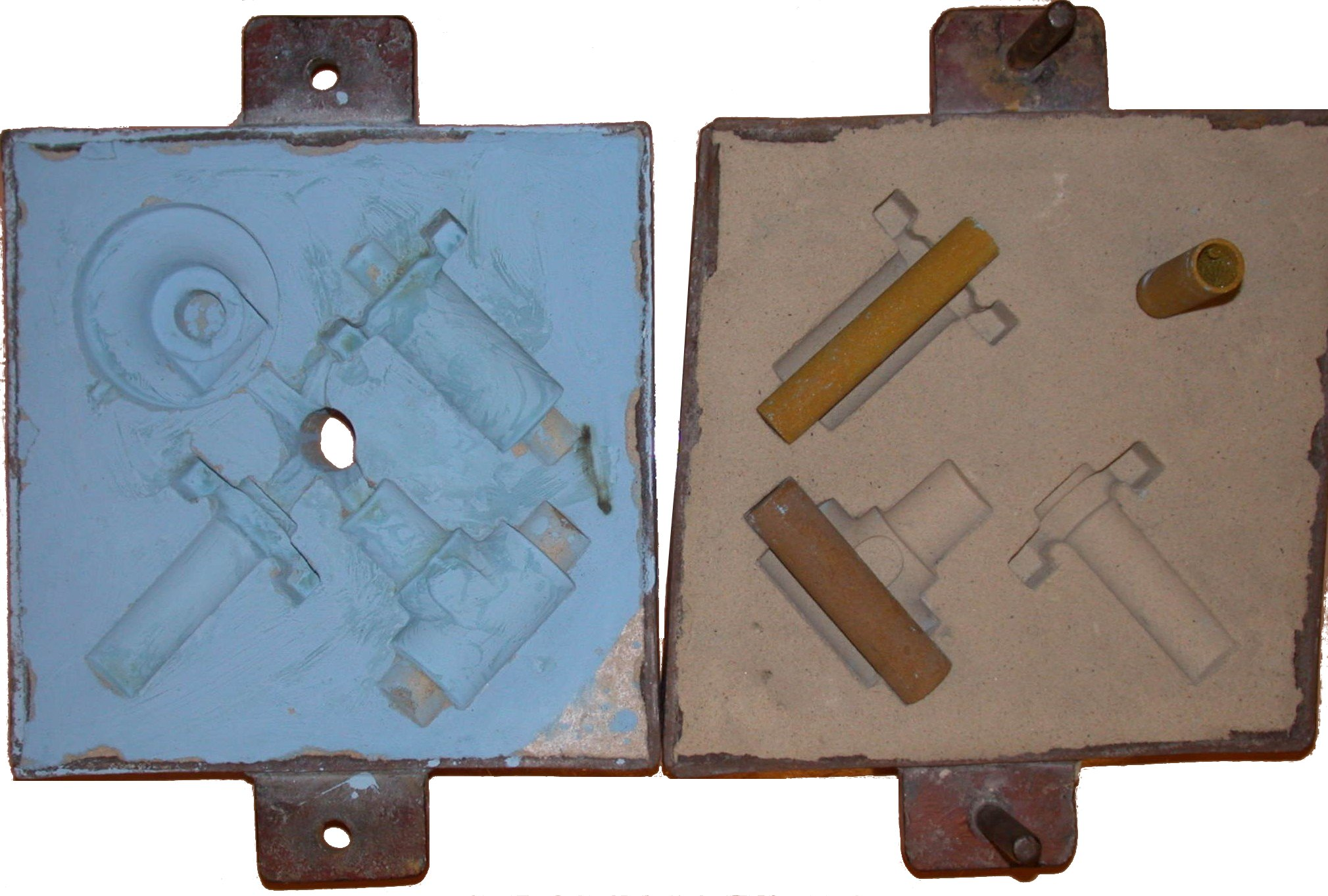
نیمه‌های بالا و پایین قالب ریخته‌گری ماسه ای که حفره تهیه شده توسط مدل‌ها را نشان می‌دهد. ماهیچه‌هایی برای جاگذاری سوراخها در نیمه پایین قالب دیده می‌شود که اصطلاحاً به آن درگ(drag) می‌گویند. به نیمه بالای قالب کوپ(cope) گفته می‌شود.

در فرایند ریخته‌گری، مدل ماکتی از شیء ای است که قرار است ریخته‌گری شود. از مدل برای آماده کردن حفره ای که قرار است در طول فرآیند ریخته‌گری در آن ماده مذاب ریخته شود، استفاده می‌شود.
مدلی که در ریخته‌گری ماسه ای استفاده می‌شود ممکن است از چوب، فلز، پلاستیک یا مواد دیگری ساخته شده باشد. مدل‌ها طبق استانداردهای ساخت دقیقی ساخته می‌شوند تا هم برای یک مدت زمان معقولی (بر اساس درجه کیفیت مدلی که ساخته می‌شود) دوام بیاورند و هم اینکه بتوانند چندین بار در فرایند ریخته‌گری، دقت ابعادی قابل قبولی را به ما بدهند.

## مدل سازی
ساخت مدل‌ها (مدل‌سازی) یک حرفه تخصصی ای است که مرتبط با حرفه‌های ابزارسازی و قالب سازی می‌باشد و گاهی نیز به یکپارچه سازی المان‌ها در چوب کاری کمک می‌کند. مدل سازها مهارت‌های خود را از طریق کارآموزی‌ها و مدارس فنی و حرفه ای در طول سال‌ها تجربه می‌آموزند. اگرچه یک مهندس ممکن است در طراحی یک مدل کمک کند، این مدل ساز است که معمولاً طرح را می‌سازد.

## مواد مورد استفاده
موادی که در مدل‌سازی استفاده می‌شوند معمولاً چوب، فلز یا پلاستیک می‌باشند. موم و گچ نیز ممکن است تنها در برخی از کاربردهای تخصصی مورد استفاده قرار گیرند. نیشکر متداول‌ترین ماده ای است که در مدل‌ها استفاده می‌شود و علت اصلی آن نرم بودن، سبکی و راحتی کار با آن می‌باشد. ماهون هندوراس (Honduras Mahogany) برای اجزا تولیدی بیشتری استفاده می‌شد چون سخت‌تر و ماندگارتر از صنوبر است. اگر درست پرورانده شود، تقریباً به اندازه هر چوب موجود دیگری در برابر خمش و پیچش پایدار خواهد بود. زمانی که مدل ساخته شد، ریخته‌گر نمی‌خواهد که مدل تغییر شکل دهد. به خاطر نابودی جنگل‌ها بارانی، پیدا کردن ماهون هندوراس واقعی جدیداً سخت‌تر شده‌است، بنابراین امروزه یک طیفی از چوب‌ها به عنوان ماهون هندوراس در بازار داد و ستد می‌شوند. مدل‌های پلاستیکی و فایبرگلاسی در سال‌های اخیر به خاطر ضدآب بودن و همچنین ماندگاری بالایشان بسیار محبوب شده‌اند. مدل‌های فلزی ماندگاری بالایی دارند و در برابر رطوبت وا نمی‌دهند اما سنگین تر و گران‌تر می‌باشند و همچنین اگر دچار آسیب شوند، تعمیرشان سخت است.
از مدل‌های مومی در فرایند ریخته‌گری دقیق استفاده می‌شود. این موم‌ها می‌توانند ترکیبی از موم پارافین، موم زنبور عسل و موم نخل باشند.
از گچ معمولا در ساختن قالب‌های اصلی استفاده می‌شود چون انعطاف‌پذیری بالایی در مرحله سفت کاری دارد و سریع سخت می‌شود.

## طراحی

### راه گاه‌های بارریز، کانال‌های اصلی و فرعی، ماهیچه، خنک کن‌ها
مدل ساز یا مهندس ریخته‌گری با توجه به مدل تصمیم می‌گیرد که راه گاه‌های بارریز، کانال‌های اصلی و فرعی و تغذیه‌ها در کجا قرار گیرند. در فرایند ریخته‌گری، جایی که به یک حفره نیاز داریم، با استفاده از یک ماهیچه می‌توانیم حجم یا مکانی را تعیین کنیم که مذاب نتواند در آن جریان یابد. گاهی ممکن است خنک کن‌ها روی سطح مدل قبل از قالب‌گیری قرار گیرند، که سپس به قالب ماسه تبدیل می‌شوند. خنک کن‌ها گرماگیرهایی هستند که امکان خنک سازی سریع موضعی را فراهم می‌کنند. خنک سازی سریع ممکن است برای بهبود ساختار دانه یا تعیین توالی انجماد فلز مذاب که در قالب ریخته می‌شود، مورد نظر باشد. از آنجا که در دمای بسیار سردتری قرار دارند و غالباً فلزی متفاوت از آنچه که ریخته می‌شود هستند، هنگام سرد شدن قطعه ریخته شده به آن نمی‌چسبند. پس از آن می‌توان خنک کن‌ها را دوباره بازیابی و استفاده کرد.
معمولاً از طراحی سیستم تغذیه و کانل‌های اصلی و فرعی به عنوان متودینگ (methoding) یا روش طراحی (methods design) یاد می‌شود. این کار را می‌توان به صورت دستی یا تعاملی با استفاده از نرم‌افزار CAD عمومی یا به صورت نیمه خودکار با استفاده از نرم‌افزار مخصوص (مانند AutoCAST) انجام داد.

## انواع مدل‌ها
مدل‌ها از چوب، فلز، سرامیک یا پلاستیک‌های سخت ساخته شده‌اند و از نظر پیچیدگی ظاهری متفاوت هستند.
مدل یک تکه یا مدل شل، ساده‌ترین آن است. این یک ماکت از قطعه ریخته‌گری مورد نظر است - معمولاً در اندازه کمی بزرگتر برای جبران انقباض فلز مورد نظر. مدل‌های دردار تعدادی از مدل‌های شل را همراه با یکدیگر به یک سری از کانال‌های اصلی متصل می‌کنند که پس از لرزش جدا می‌شوند. الگوهای تقسیم شده یا چند تکه، قطعه ریخته‌گری را در چندین قطعه ایجاد می‌کنند تا در پردازش پس از آن به هم متصل شوند.
مدل‌های صفحه تطبیق (Match plate patterns) مدل‌هایی با قسمتهای بالا و پایین مدل هستند که به آن قسمتهای مقابله و کشش(cope and drag portions) نیز گفته می‌شود، که در دو طرف یک تخته نصب می‌شوند. این سازگاری اجازه می‌دهد تا مدل‌ها به سرعت از مواد قالب‌گیری خارج شوند. تکنیک مشابهی به نام مدل صفحه ای یکطرفه (cope and drag pattern) اغلب برای ریخته‌گری در ابعاد بزرگ یا اجراهای بزرگ تولید استفاده می‌شود (در این مورد، دو طرف مدل روی صفحات مدل جداگانه ای سوار شده‌اند که می‌توانند به دستگاه‌های افقی یا عمودی قلاب شوند و با مواد قالب‌گیری قالب شوند. هنگامی که خطوط تقسیم بین صفحهات یکطرفه نامنظم هستند، می‌توان از یک تخته پیرو برای نگه داشتن مدل‌های شل با شکل نامنظم استفاده کرد).
از مدل‌های رفت و برگشت (Sweep patterns) برای قالب‌های متقارن استفاده می‌شود، که به صورت کانتور شکل هستند که از طریق مواد قالب‌گیری به دور یک محور مرکزی یا قطب می‌چرخند. مدل رفت و برگشت نوعی مدل اسکلتی است (هر مدل هندسی که با جابجایی درون مواد قالب‌گیری، قالب ایجاد می‌کند).

## ملاحظات (Allowances)
برای جبران هرگونه تغییر ابعادی که در طی فرآیند خنک کاری (جامد) اتفاق خواهد افتاد، معمولاً ملاحظاتی در نمونه ایجاد می‌شوند.

### جمع شدگی مایع
تقریباً تمام فلزات به صورت حجمی در هنگام انجماد کوچک می‌شوند، این به عنوان انقباض مایع (liquid shrinkage) شناخته می‌شود. به عبارت دیگر تقریباً تمام فلزات در دمای ذوب، تحت افزایش حجم قرار می‌گیرند. «انقباض مایع» عادی معمولاً بسته به آلیاژ بین ۳٫۵٪ تا ۱۰٫۰٪ است. بعضی از چدن‌های گرافیکی، هنگام ریخته‌گری در بخش‌های سنگین تر و تحت شرایط به خوبی کنترل شده، می‌توانند عملکرد مثبت کمی داشته باشند. فلز حروف ریزی (Type Metal) نیز به دلیل توانایی نگه داشتن قالب واقعی و تیز و حفظ ابعاد صحیح پس از خنک کاری، شناخته شده و مورد استفاده قرار می‌گیرد. به‌طور معمول هنگام ساخت قطعات ریخته‌گری مهندسی، «روش» همراه با الگو طراحی می‌شود - اندازه تغذیه، تعداد تغذیه‌ها و محل قرارگیری آن‌ها. علاوه بر این، راه گاه‌های بارریز پایینی، میله راه بارها و راه باره‌های ورودی نیز در «روش» طراحی می‌شوند؛ بنابراین «روش» تضمین می‌کند که فلز مذاب تحویل داده می‌شود، قالب به درستی پر می‌شود و تغذیه‌ها پر می‌شوند تا «حجم منقبض شونده» مایع را به مواد ریخته‌گری شده در حین انجماد تغذیه کنند. این «روش» توسط یک «مهندس روش» انجام می‌شود، که ممکن است یک مدل ساز (با آموزش اضافی)، یک مهندس ریخته‌گری یا یک متالورژیست باشد که با مفهوم افزایش حجم / کاهش حجم مرتبط با ذوب و ریخته‌گری / انجماد آشنا است. برای مثال فولاد در چگالی ۷٫۸۵ (جامد) و جمع شدگی ۶٪ یا بهتر بگوییم ۶٪ افزایش حجم در هنگام ذوب شدن را در نظر بگیرید. بر اساس چگالی جامد فولاد، یک قالب برای ریخته‌گری بلوک ۱۰۰ کیلویی ساخته شده‌است. چگالی مایع فولاد فقط ۹۴٪ مقدار چگالی جامد آن است (در صورت مایع شدن حدود ۳۸/۷). بنابراین هنگامی که بلوک ۱۰۰ کیلوگرمی (محاسبه جامد) با مایع پر می‌شود، حاوی جرم تنها ۹۴ کیلوگرم است. ۶ کیلوگرم باید در هنگام انجماد از یک «تغذیه» یا «فیدر» تأمین شود (بنابراین جسم جامد اکنون ۱۰۰ کیلوگرم جرم دارد. روش سیستمی برای مقابله با کاهش حجم در حین انجماد است. این (از نظر فنی) یک ملاحظه نیست.

### ملاحظه انقباض
پس از اتمام انجماد، اندازه ابعاد انقباض خطی را تجربه می‌کند. این انقباض خطی درست از طریق خنک سازی تا دمای اتاق پیش می‌رود. برای جبران این، مدلی بزرگتر از وسیله ریخته‌گری مورد نیاز است. به این اندازه اضافی که به مدل به خاطر انقباض فلز داده می‌شود، «ملاحظه جمع شدگی» گفته می‌شود. این مقادیر به‌طور معمول بین ۰٫۶ تا ۲٫۵ درصد است. این با استفاده از یک خط‌کش انقباض، که خط‌کشی بزرگ است، محاسبه می‌شود. خط‌کش‌های انقباض به‌طور کلی برای آلیاژهای معمول ریخته‌گری صنعتی موجود هستند. در عوض، مدل ساز به سادگی یک درصد مشخص شده را به همه ابعاد اضافه می‌کند. برای مثال یک بوش را در نظر بگیرید که فرضاً باید با استفاده از یک خط‌کش انقباض ۲ درصدی 1500 mm O/D و 1000mm I/D و 300 mm بلند بود. در این حالت، مدل ساز مدل ۱۵۳۰ میلی‌متر O / D (چون که به داخل منقبض می‌شود)، ۹۸۰ میلیمتر I / D را ایجاد می‌کند (چون قطر داخلی به سمت خارج منقبض می‌شود) - توجه به این نکته مهم است که قطر داخلی به جای «افزودن به آن» ۲۰ میلی‌متر «آن را برداشته است» - که ملاحظه انقباض صحیح است. در نهایت، بعد ارتفاع ۳۰۶ میلی‌متر خواهد بود.
مقدار انقباض نیز می‌تواند با استفاده از سیستم ماسه ای که برای قالب و هر ماهیچه استفاده می‌شود، کمی تغییر کند، به عنوان مثال شن و ماسه پیوندی، شن‌های پیوند خورده شیمیایی یا سایر مواد پیوندی که در داخل شن استفاده می‌شود. مقادیر دقیق به دلیل استفاده از سیستم‌های ماسه ای می‌توانند بین ریخته‌گری‌های مختلف متفاوت باشند. هر کارخانه ریخته‌گری، با اندازه‌گیری مدل‌ها و قطعات ریخته‌گری خاص خود، می‌تواند ملاحظه انقباض خود را بهبود بخشد.
جمع شدگی و انقباض را می‌توان دوباره به جمع شدگی مایع و انقباض جامد طبقه‌بندی کرد. جمع شدگی مایع به کاهش حجم در طی فرآیند انجماد (مایع به جامد) گفته می‌شود، جمع شدگی مایع با استفاده از تغذیه‌ها محاسبه می‌شود. انقباض جامد به کاهش ابعاد در حین خنک سازی فلز چدن (جامد) گفته می‌شود. ملاحظه انقباض فقط انقباض جامد را در نظر می‌گیرد.

### ملاحظه شیب
هنگامی که قرار است مدل از قالب ماسه برداشته شود، احتمال شکسته شدن لبه‌های پیشرو یا آسیب دیدن آن وجود دارد. برای جلوگیری از این امر، شیبی بر روی الگو ارائه می‌شود، به طوری که جداسازی آسان مدل از قالب را تسهیل می‌کند و از این رو آسیب لبه‌ها را کاهش می‌دهد. زاویه شیب ارائه شده زاویه خروج (draft angle) نامیده می‌شود. مقدار زاویه خروج به پیچیدگی مدل، نوع قالب سازی (قالب دستی یا قالب‌گیری ماشین)، ارتفاع سطح و غیره بستگی دارد. شیب ارائه شده در ریخته‌گری معمولاً ۱ تا ۳ درجه روی سطح خارجی است (۵ تا ۸ سطح داخلی).

### ملاحظه ماشین کاری و پرداخت نهایی
کیفیت سطحی به دست آمده در ریخته‌گری شن و ماسه به‌طور کلی ضعیف است (از نظر ابعادی نادرست است)، و از این رو در بسیاری از موارد، محصول ریخته‌گری تحت فرآیندهای ماشینکاری مانند چرخش یا سنگ زنی قرار می‌گیرد تا کیفیت سطحی آن بهتر شود. در طی فرایندهای ماشینکاری، مقداری فلز از قطعه جدا می‌شود. برای جبران این، باید مقدار مجاز ماشینکاری (مواد اضافی) در ریخته‌گری داده شود. این مقدار به مواد ریخته‌گری، اندازه ریخته‌گری، حجم تولید، روش قالب‌گیری و غیره بستگی دارد.

### ملاحظه ارتعاش
معمولاً در حین جدا کردن مدل از حفره قالب، از تمامی جهات به آن ضربه‌هایی سریع و سبک می‌زنند، تا جداسازی آن آسان شود. در این فرآیند، حفره نهایی بزرگ می‌شود. برای جبران این امر، باید ابعاد مدل کاهش یابد. مقادیر استانداردی برای این ملاحظه وجود ندارد، زیرا به شدت به پرسنل وابسته است. این ملاحظه یک ملاحظه منفی است و یک روش معمول برای دور زدن این ملاحظه افزایش زاویه خروج است. تکان دادن مدل باعث بزرگ شدن حفره قالب و در نتیجه ریخته‌گری بزرگتری می‌شود.

### ملاحظه پیچش
در طول خنک کاری قالب، تنش‌های ایجاد شده در فلز جامد ممکن است باعث ایجاد اعوجاج در فلز ریخته‌گری شده شوند. این امر زمانی بیشتر آشکار می‌شود که قالب نسبت به طول آن نازک‌تر باشد. با پیچش اولیه مدل در جهت مخالف می‌توان این مسئله را از بین برد.

## تقاضا
مدل‌ها برای ریخته‌گری ماسه ای فلزات همچنان مورد نیاز هستند. برای تولید آهن خاکستری، آهن شکل‌پذیر و فولاد ریخته‌گری، ریخته‌گری شن و ماسه همچنان پرکاربردترین فرآیند است. برای ریخته‌گری آلومینیوم، ریخته‌گری شن و ماسه حدود ۱۲٪ از تناژ کل وزن را تشکیل می‌دهد (فقط با ریخته‌گری تحت فشار با ۵۷٪، و قالب نیمه دائمی و دائمی با ۱۹٪، بر اساس محموله‌های ۲۰۰۶). تجهیزات دقیق فرآیند و مدل‌ها همیشه با مقادیر سفارش و طرح ریخته‌گری تعیین می‌شوند. ریخته‌گری ماسه ای می‌تواند به اندازه یک قسمت، یا به اندازه یک میلیون نسخه تولید کند.
اگرچه روشهای چاپ سه‌بعدی مانند SLS یا SLM برای برخی از شرایط تولید قابلیت جایگزینی ریخته‌گری را دارند، اما هنوز ریخته‌گری کاملاً جایگزین نشده‌است. هر کجا که خواص مواد مناسب را با هزینه واحد رقابتی فراهم کند، همچنان تقاضا خواهد داشت.